# Amblyseius rubiae
Amblyseius rubiae (лат.) — вид паразитиформных клещей рода Amblyseius из семейства Phytoseiidae (Mesostigmata). Мелкие свободноживущие хищные клещи длиной менее 1 мм. Индия. От близких видов отличается следующими признаками: конической формой сперматеки с вытянутым трубчатым каликсом, StIV длиннее 200 мкм, каликс не широкий у основания везикулы, JV5 короче 20-30 мкм. Дорсальные щетинки заострённые (заднебоковых щетинок PL 3 пары, а переднебоковых AL — 2 пары). Дорсальный щит склеротизирован. Вид был впервые описан в 2001 году.